# Caliphilus alamedanus
Caliphilus alamedanus är en mångfotingart som beskrevs av Chamberlin 1941. Caliphilus alamedanus ingår i släktet Caliphilus och familjen storjordkrypare. Inga underarter finns listade i Catalogue of Life.